# Vulture Culture
Albums de The Alan Parsons Project
Ammonia Avenue
(1984) Stereotomy
(1985)
Vulture Culture est le huitième album du groupe rock progressif britannique The Alan Parsons Project. Il est sorti en 1985.

## Titres
1. Let's Talk About Me – 4:29
2. Separate Lives – 4:59
3. Days Are Numbers (The Traveller) – 4:31
4. Sooner Or Later – 4:25
5. Vulture Culture – 5:22
6. Hawkeye – 3:49
7. Somebody Out There – 4:55
8. The Same Old Sun – 5:25

## Musiciens
- Alan Parsons : claviers, chant
- Eric Woolfson : piano, claviers, chant
- Ian Bairnson : guitare électrique
- David Paton : basse
- Andrew Powell : arrangements des cordes et direction de l'orchestre
- Stuart Elliott : batterie, percussions
- Chris Rainbow : chant
- Lenny Zakatek : chant
- Colin Blunstone : chant

## Sources
- (en) Cet article est partiellement ou en totalité issu de l’article de Wikipédia en anglais intitulé « Vulture Culture » (voir la liste des auteurs).